# Ballinode
Ballinode is een plaats in het Ierse graafschap Monaghan.